# Nürnberger Wach- und Schließgesellschaft

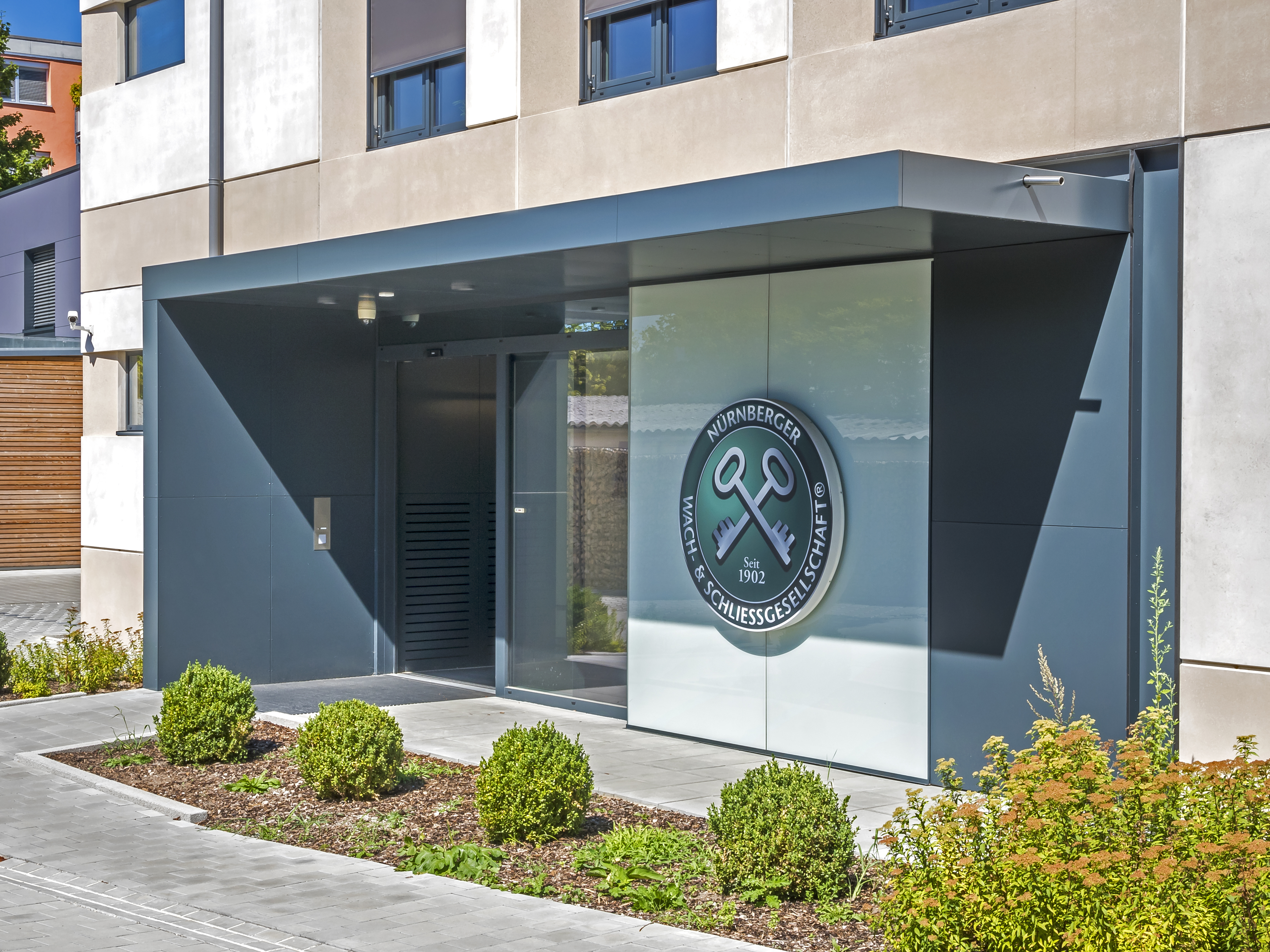

Die Nürnberger Wach- und Schließgesellschaft ist ein deutsches Sicherheitsunternehmen mit Sitz in Nürnberg. Bundesweit und in Österreich arbeiten für das Unternehmen über 1700 Mitarbeiter. Gesellschafter sind Peter Stern (51 %) und Edward Stern (49 %).

## Unternehmensbereiche
Die Unternehmen der Nürnberger Wach- und Schließgesellschaft erbringen personelle Dienstleistungen in den Bereichen Sicherheitsservice, Alarmservices, Luftsicherheit und Bahndienste. Neben dem Betrieb einer Alarmempfangsstelle gehören die Planung, Errichtung und Wartung sicherheitstechnischer Lösungen zum Leistungsspektrum.
Zu den Tochterunternehmen gehören:
- NWS Alarmservice GmbH (100 %), Nürnberg
- NWS Sicherheitsservice GmbH (100 %), Nürnberg
- NWS Digital GmbH (100 %), Nürnberg
- NWS Bahnservice GmbH (100 %), Nürnberg
- NWS Eisenbahnverkehrsgesellschaft mbH (100 %), Nürnberg
- GEVD Gesellschaft für Eisenbahnverkehrsdienstleistungen mbH (100 %), Wien
- GSB Ges. für Sicherheits- und Bahndienstleistungen mbH Austria (100 %), Wien
- A.S. Advanced Security GmbH (100 %), Unterföhring
- A|S|S Akademie für Schutz & Sicherheit GmbH (100 %), Nürnberg
- NWS Feuerwehrschule Gmb H (100 %), Burgkirchen an der Alz
- KoSIB – Kompetenzzentrum für Sicherheit in Bayern GmbH (100 %), Nürnberg
- ESS – Erlanger Sicherheits-Service GmbH (100 %), Erlangen

## Auszeichnungen
2010, 2012, 2018, 2021 und 2024 wurde das Unternehmen vom Bayerischen Staatsministerium für Wirtschaft, Landesentwicklung und Energie mit dem Preis Bayerns Best 50 ausgezeichnet.
2020 war die Nürnberger Wach- und Schließgesellschaft unter den sechs „Finalisten“ aus Bayern beim Großen Preis des Mittelstandes, 2021 wurde sie als einer der Preisträger für Bayern ausgezeichnet.